# Coroiești (okręg Alba)
Coroiești – wieś w Rumunii, w okręgu Alba, w gminie Avram Iancu. W 2011 roku liczyła 45 mieszkańców.